# Kumi (district)
Kumi is een district in het oosten van Oeganda.
Kumi telt 389.665 inwoners op een oppervlakte van 2821 km².